# Federico Guglielmo di Hohenzollern-Hechingen
Federico Guglielmo di Hohenzollern-Hechingen (Hechingen, 20 settembre 1663 – Hechingen, 14 novembre 1735) è stato dal 1671 alla sua morte Principe di Hohenzollern-Hechingen.

## Biografia
Federico Guglielmo era il figlio primogenito di Filippo di Hohenzollern-Hechingen (1616-1671) e di sua moglie, Maria Sidonia di Baden-Rodemachern, figlia del margravio Ermanno Fortunato di Baden-Rodemachern. Ancora minorenne, succedette al padre come principe sotto la tutela però della madre. La sua prima istruzione la ricevette alla corte del Baden ove poi si specializzò laureandosi e proseguendo poi la propria istruzione militare a Vienna. Nel 1681, dopo dieci anni di reggenza, ottenne il pieno potere sul principato di Hohenzollern-Hechingen.
Federico Guglielmo prestò servizio presso l'Imperatore come Feldmaresciallo Luogotenente e divenne anche proprietario di un reggimento di corazzieri che portava il suo nome. Nel 1682 venne coinvolto nella soppressione delle rivolte in Ungheria e prese parte alla Battaglia di Slankamen nel 1692. Nello stesso anno l'Imperatore Leopoldo I gli rinnovò il titolo di principe per sé e per i propri eredi per i meriti militari acquisiti. Dopo ciò combatté nuovamente nella Battaglia di Blenheim e nuovamente fu presente in Ungheria con le armate imperiali.
Fu tra le altre cose uno dei primi principi tedeschi ad essere insignito dell'Ordine dell'Aquila Nera.

## Matrimonio e figli
Federico Guglielmo si sposò due volte. Il suo primo matrimonio venne celebrato il 22 gennaio 1687 a Vienna con Maria Leopoldina Ludovica di Sinzendorf (1666-1709), figlia del conte Georg Ludwig von Sinzendorf, dalla quale ebbe i seguenti figli:
- Federico Luigi (1688 - 1750), principe di Hohenzollern-Hechingen
- Luisa Ernestina Federica (1690 - 1720), sposò nel 1713 il principe Franz Anton von Lamberg (1678-1759)
- Carlotta (* / † 1692)
- Cristina Eberardina Federica (1695-1754), badessa di Münsterbilsen
- Sofia Giovanna Federica (1698-1754), badessa di Münsterbilsen
- Federico Carlo (* / † 1697)

Dopo la morte della prima moglie, il 7 settembre 1710 a Hechingen, Federico Luigi si risposò con la baronessa Massimiliana Maddalena di Lützau (1690-1755), la quale venne elevata dall'imperatore Carlo VI al titolo di "contessa di Homburg". Da questo matrimonio nacquero due figli:
- Eberardo Ermanno Federico (1711-1726), conte di Hohenzollern-Sigmaringen
- Maria Massimiliana (1713-1743), nel 1741 sposò il conte Innozenz Künigl zu Ehrenburg (1714-1764)

## Ascendenza
|                                                       |                                           |                                              | Genitori                                  |  |  | Nonni |  |  | Bisnonni                                           |  |  | Trisnonni                     |  |
|                                                       |                                           |                                              |                                           |  |  |       |  |  | Eitel Friedrich I, conte di Hohenzollern-Hechingen |  |  | Karl I, conte di Hohenzollern |  |
|                                                       |                                           |                                              |                                           |  |  |       |  |  | Eitel Friedrich I, conte di Hohenzollern-Hechingen |  |  | Karl I, conte di Hohenzollern |  |
|                                                       |                                           | Anna von Baden-Durlach                       |                                           |  |  |       |  |  | Eitel Friedrich I, conte di Hohenzollern-Hechingen |  |  |                               |  |
| Johann Georg, principe di Hohenzollern-Hechingen      |                                           |                                              |                                           |  |  |       |  |  | Eitel Friedrich I, conte di Hohenzollern-Hechingen |  |  |                               |  |
|                                                       |                                           | Sibylle von Zimmern                          | Froben Christoph, conte di Zimmern        |  |  |       |  |  |                                                    |  |  |                               |  |
|                                                       |                                           | Sibylle von Zimmern                          | Froben Christoph, conte di Zimmern        |  |  |       |  |  |                                                    |  |  |                               |  |
|                                                       |                                           | Sibylle von Zimmern                          | Kunigunde von Eberstein                   |  |  |       |  |  |                                                    |  |  |                               |  |
| Philipp, principe di Hohenzollern-Hechingen           |                                           | Sibylle von Zimmern                          |                                           |  |  |       |  |  |                                                    |  |  |                               |  |
|                                                       |                                           | Friedrich I, conte di Salm-Neufville         | Philipp Franz, conte di Salm-Neufville    |  |  |       |  |  |                                                    |  |  |                               |  |
|                                                       |                                           | Friedrich I, conte di Salm-Neufville         | Philipp Franz, conte di Salm-Neufville    |  |  |       |  |  |                                                    |  |  |                               |  |
|                                                       |                                           | Friedrich I, conte di Salm-Neufville         | Maria Aegyptiaca von Oettingen            |  |  |       |  |  |                                                    |  |  |                               |  |
| Franziska von Salm-Neufville                          |                                           | Friedrich I, conte di Salm-Neufville         |                                           |  |  |       |  |  |                                                    |  |  |                               |  |
|                                                       |                                           | Franziska von Salm                           | Johann VI, conte di Salm                  |  |  |       |  |  |                                                    |  |  |                               |  |
|                                                       |                                           | Franziska von Salm                           | Johann VI, conte di Salm                  |  |  |       |  |  |                                                    |  |  |                               |  |
|                                                       |                                           | Franziska von Salm                           | Louise de Stainville                      |  |  |       |  |  |                                                    |  |  |                               |  |
| Friedrich Wilhelm, principe di Hohenzollern-Hechingen |                                           | Franziska von Salm                           |                                           |  |  |       |  |  |                                                    |  |  |                               |  |
|                                                       | Eduard Fortunat, margravio di Baden-Baden | Christoph II, margravio di Baden-Rodemachern |                                           |  |  |       |  |  |                                                    |  |  |                               |  |
|                                                       | Eduard Fortunat, margravio di Baden-Baden | Christoph II, margravio di Baden-Rodemachern |                                           |  |  |       |  |  |                                                    |  |  |                               |  |
|                                                       | Eduard Fortunat, margravio di Baden-Baden | Cecilia Vasa                                 |                                           |  |  |       |  |  |                                                    |  |  |                               |  |
| Hermann Fortunat, margravio di Baden-Rodemachern      | Eduard Fortunat, margravio di Baden-Baden |                                              |                                           |  |  |       |  |  |                                                    |  |  |                               |  |
|                                                       |                                           | Maria van der Eycken                         | Joost van der Eycken, signore di Nederloo |  |  |       |  |  |                                                    |  |  |                               |  |
|                                                       |                                           | Maria van der Eycken                         | Joost van der Eycken, signore di Nederloo |  |  |       |  |  |                                                    |  |  |                               |  |
|                                                       |                                           | Maria van der Eycken                         | Barbara de Mol                            |  |  |       |  |  |                                                    |  |  |                               |  |
| Marie Sidonie von Baden-Rodemachern                   |                                           | Maria van der Eycken                         |                                           |  |  |       |  |  |                                                    |  |  |                               |  |
|                                                       |                                           | Christoph, barone di Criechingen             | Wirich, signore di Criechingen            |  |  |       |  |  |                                                    |  |  |                               |  |
|                                                       |                                           | Christoph, barone di Criechingen             | Wirich, signore di Criechingen            |  |  |       |  |  |                                                    |  |  |                               |  |
|                                                       |                                           | Christoph, barone di Criechingen             | Antonia von Salm-Kyrburg                  |  |  |       |  |  |                                                    |  |  |                               |  |
| Antonie Elisabeth von Criechingen                     |                                           | Christoph, barone di Criechingen             |                                           |  |  |       |  |  |                                                    |  |  |                               |  |
|                                                       |                                           | Agnes Bayer von Boppard, signora di Taintru  | Adam Bayer, barone di Boppard             |  |  |       |  |  |                                                    |  |  |                               |  |
|                                                       |                                           | Agnes Bayer von Boppard, signora di Taintru  | Adam Bayer, barone di Boppard             |  |  |       |  |  |                                                    |  |  |                               |  |
|                                                       |                                           | Agnes Bayer von Boppard, signora di Taintru  | Maria von Malberg                         |  |  |       |  |  |                                                    |  |  |                               |  |
|                                                       |                                           | Agnes Bayer von Boppard, signora di Taintru  |                                           |  |  |       |  |  |                                                    |  |  |                               |  |